# 賭城群英會
《賭城群英會》（別名：《澳門群英會》）， 是電視廣播有限公司、星王朝有限公司、王晶創作室有限公司及上海優創影視文化有限公司聯合製作的時裝賭博、懸疑為題材之電視劇，由謝賢、陳百祥、佘詩曼、馬國明、黃浩然及陳法蓉領銜主演，由劉兆銘特別演出，並由楊明、高海寧、沈卓盈、何浩文及文凱玲聯合演出，監製王晶。故事背景以賭場為題。

## 演員表

### 賭徒
| 演員           | 角色   | 暱稱／關係 |
| 胡 楓          | 胡三成 | 賭神、賭中君子 向無名之師兄 莊坦承、洛璧琦之師父 屠城之死敵 二十年前與屠城對賭，因向無名幫助而贏了賭局 已去世，於第1、7集在回憶片段中出現 （特别演出） |
| 謝 賢          | 向無名 | 賭俠 1958年出生 私房菜負責人／隱世賭神 胡三成之師弟 莊坦承、洛璧琦之師叔 施小東、路平安等人之師叔公 辣椒仔之契爺 屠城、屠東海、屠大寶之死敵 OK爸之好友，在多年前間接害死他 二十年前協助胡三成贏了屠城與賭局，後隱藏身份 在第1集於回憶片段中出現，第8集正式登場 於第16集與辣椒仔離開私房菜館後消聲匿跡，其後與辣椒仔一直暗中監視路平安 於第24集起傳授賭術給路平安以協助他對付屠家 於第33集為救向心妍而與屠城對賭，其後被屠城下藥毒害至昏迷，甦醒後裝瘋 於第35集再次消聲匿跡，並告訴路平安領悟到最高千術的八個字「忘情绝愛，六親不認」 參見向家 |
| 張景淳（青年） | 莊坦承 | 是旦哥 1971年出生，2016年逝世 老千 洛璧琦之舊情人兼師兄，於第6集重遇，後復合 霞之前夫，被她利用及陷害 向無名之徒姪 路平安、范卓文、蕭志朗之師父 屠家之死敵 於第3集因錯手欺騙屠大寶三千萬而被他追殺 於第4集陷害屠大寶並把范卓文救回，後逃離至十九鄉圍村避世，第11集離開 於第10集為救路平安而與屠東海對賭，並與洛璧琦等人施計令屠東海輸了賭局 於第14集患上末期肺癌 於第18集把洛璧琦救回 於第20集被屠家追殺 於第23集因已知時日無多而要求蕭志朗刺死自己，臨死前指使其假扮投靠屠家以掌握屠家的罪證 |
| 陳百祥         | 莊坦承 | 是旦哥 1971年出生，2016年逝世 老千 洛璧琦之舊情人兼師兄，於第6集重遇，後復合 霞之前夫，被她利用及陷害 向無名之徒姪 路平安、范卓文、蕭志朗之師父 屠家之死敵 於第3集因錯手欺騙屠大寶三千萬而被他追殺 於第4集陷害屠大寶並把范卓文救回，後逃離至十九鄉圍村避世，第11集離開 於第10集為救路平安而與屠東海對賭，並與洛璧琦等人施計令屠東海輸了賭局 於第14集患上末期肺癌 於第18集把洛璧琦救回 於第20集被屠家追殺 於第23集因已知時日無多而要求蕭志朗刺死自己，臨死前指使其假扮投靠屠家以掌握屠家的罪證 |
| 龔嘉欣（青年） | 洛璧琦 | 十三妹 1973年出生，2016年逝世 老千 患有哮喘病 莊坦承之舊情人兼師妹，於第6集重遇，後復合 向無名之徒姪 屠家之死敵 施小東、程小北、黃小南之師父 江小西之前師父，己把其逐出師門 霞之情敵，被她陷害 於第6集進入十九鄉圍村，第11集離開 於第10集與莊坦承等人施計令屠東海輸了賭局並把路平安救回 於第17集與施小東因發現屠東海利用畫作來洗黑錢，其後被他擄走兼禁錮及虐待，於第18集被莊坦承救回 於第19集被屠家的殺手殺害不遂 於第22集在婚禮上為救莊坦承被屠家的殺手刺死 |
| 陳法蓉         | 洛璧琦 | 十三妹 1973年出生，2016年逝世 老千 患有哮喘病 莊坦承之舊情人兼師妹，於第6集重遇，後復合 向無名之徒姪 屠家之死敵 施小東、程小北、黃小南之師父 江小西之前師父，己把其逐出師門 霞之情敵，被她陷害 於第6集進入十九鄉圍村，第11集離開 於第10集與莊坦承等人施計令屠東海輸了賭局並把路平安救回 於第17集與施小東因發現屠東海利用畫作來洗黑錢，其後被他擄走兼禁錮及虐待，於第18集被莊坦承救回 於第19集被屠家的殺手殺害不遂 於第22集在婚禮上為救莊坦承被屠家的殺手刺死 |
| 佘詩曼         | 施小東 | 小東 1986年出生 投資顧問／老千 洛璧琦之徒弟 向無名之徒孫姪 路平安之鬥氣冤家，後為女友，最後分手 黃小南、程小北之同門師姐妹 江小西之前同門師姐妹，與她不和，最後在其臨死前和好 范卓文、蕭志朗、辣椒仔之好友，後與蕭志朗反目，但最後和好 屠家之死敵 向心妍之好友兼情敵 於第4集進入十九鄉圍村，於第11集離開 於第10集與洛璧琦等人把路平安救回 於第17集與洛璧琦因發現屠東海利用畫作來洗黑錢而被越南黑幫追殺並墮海受傷，後康復 於第21集被屠家追殺 於第34集因路平安假扮失明而被屠大宝強姦 於第35集得知路平安假扮失明間接令自己被屠大宝強姦，最後離開他 |
| 鄧廷軒（童年） | 路平安 | OK仔 老千，最後成為賭神 1984年出生 莊坦承之徒弟 施小東之鬥氣冤家，後為男友，最後分手 范卓文、蕭志朗之同門師兄弟，後與蕭志朗反目，但最後和好，其後與范卓文反目，但表面上不得其原諒，實質仍被其當為兄弟 陳小龍之好友兼情敵 屠家之死敵 向心妍之暗戀對象 黃小南、程小北、辣椒仔之好友，最後與黃小南反目，但表面上不得其原諒，實則仍當其為好友 向無名之徒孫姪 童年時間接令父親被屠城的手下殺死 於第3集因欺騙屠大寶三千萬而被追殺 於第4集陷害屠大寶，後逃離至十九鄉圍村避世，於第11集離開 於第9集令屠大寶被警方拘捕而被屠東海禁錮及虐待 於第10集被屠東海注射毒針導致腳部癱瘓，後被洛璧琦等人救回 於第14集因向無名幫助而令雙腿康復 於第20集被屠家追殺 於第24集起受向無名及辣椒仔傳授賭術以對付屠家 於第33集開始不擇手段復仇，並收買Ivy下藥毒害方媛及屠若蘭，其後綁架及放箭射死方媛，並將一切嫁禍給屠大寶，及後間接令屠東海失足墮樓身亡，以挑撥屠家自相殘殺 於第34集為救OK媽而被屠城的手下襲擊至雙目失明，實為假扮失明來欺騙屠城及屠大寶，並間接令施小東被屠大寶強姦 於第35集與屠城對賭，最後贏了賭局，成為賭神，並挑撥屠城及屠大寶自相殘殺，但是輸掉了除了范卓文、陳小龍、辣椒仔及黃小南的友情、向無名的師徒關係以外的一切包括親情、愛情及友情 參見十九鄉圍村 |
| 馬國明         | 路平安 | OK仔 老千，最後成為賭神 1984年出生 莊坦承之徒弟 施小東之鬥氣冤家，後為男友，最後分手 范卓文、蕭志朗之同門師兄弟，後與蕭志朗反目，但最後和好，其後與范卓文反目，但表面上不得其原諒，實質仍被其當為兄弟 陳小龍之好友兼情敵 屠家之死敵 向心妍之暗戀對象 黃小南、程小北、辣椒仔之好友，最後與黃小南反目，但表面上不得其原諒，實則仍當其為好友 向無名之徒孫姪 童年時間接令父親被屠城的手下殺死 於第3集因欺騙屠大寶三千萬而被追殺 於第4集陷害屠大寶，後逃離至十九鄉圍村避世，於第11集離開 於第9集令屠大寶被警方拘捕而被屠東海禁錮及虐待 於第10集被屠東海注射毒針導致腳部癱瘓，後被洛璧琦等人救回 於第14集因向無名幫助而令雙腿康復 於第20集被屠家追殺 於第24集起受向無名及辣椒仔傳授賭術以對付屠家 於第33集開始不擇手段復仇，並收買Ivy下藥毒害方媛及屠若蘭，其後綁架及放箭射死方媛，並將一切嫁禍給屠大寶，及後間接令屠東海失足墮樓身亡，以挑撥屠家自相殘殺 於第34集為救OK媽而被屠城的手下襲擊至雙目失明，實為假扮失明來欺騙屠城及屠大寶，並間接令施小東被屠大寶強姦 於第35集與屠城對賭，最後贏了賭局，成為賭神，並挑撥屠城及屠大寶自相殘殺，但是輸掉了除了范卓文、陳小龍、辣椒仔及黃小南的友情、向無名的師徒關係以外的一切包括親情、愛情及友情 參見十九鄉圍村 |
| 黃浩然         | 范卓文 | 吹水文、Blow Water Man 1988年出生 貨車運輸公司老闆／老千 莊坦承之徒弟 路平安、蕭志朗之同門師兄弟，後與蕭志朗反目，但最後和好，其後與路平安反目，但表面上不原諒他，實則仍當其為兄弟 施小東、程小北之好友 黃小南之鬥氣冤家，後為男友 向無名之徒孫姪 屠家之死敵 於第3集因錯手欺騙屠大寶三千萬而被他追殺，後被其禁錮及虐打 於第4集被莊坦承等人救回，後逃離至十九鄉圍村避世，於第11集離開 於第10集與洛璧琦等人把路平安救回 於第20集被屠家追殺 於第31集為救黃小南而綁架梁成謙，後被屠城的手下襲擊並被剷車輾過右腿導致右腿被截肢 於第32集裝上義肢，後於第35集棄掉義肢 |
| 何浩文         | 蕭志朗 | 瀟灑哥、Scott 1989年出生，2016年逝世 健身教練／老千，後假扮變節 莊坦承之徒弟 路平安、范卓文之同門師兄弟，後反目，但最後和好 施小東、黃小南之好友，後反目，但最後和好 程小北之鬥氣冤家，後為男友，最後分手（但其實仍然深愛着對方），後得知其被屠城派手下推下樓身亡而後悔不已 屠若蘭之暗戀對象，後為男友，最後為其夫，並利用她來收集屠家的犯罪證據 屠家之死敵，後假扮和好 向無名之徒孫姪 於第3集因欺騙屠大寶三千萬而被他追殺 於第4集陷害屠大寶並把范卓文救回，後逃離至十九鄉圍村避世，於第11集離開 於第10集與洛璧琦等人把路平安救回 於第20集被屠家追殺 於第23集得知莊坦承患末期癌症而被他要求把其刺死，並被他指使假扮投靠屠家來收集屠家的犯罪證據 於第27集與屠若蘭結婚 於第29集與梁成謙合作來對付屠東海 於第30集被屠城的手下伏擊，後因大量腦出血身亡 |
| 文凱玲         | 黃小南 | 小南 1990年出生 黑客／老千 洛璧琦之徒弟 施小東、程小北之同門師姐妹 江小西之前同門師姐妹，與她不和 范卓文之鬥氣冤家，後為女友 路平安、蕭志朗之好友，後與蕭志朗反目，但最後和好，其後與路平安反目，但表面上不原諒他，實則仍當其為好友 屠家之死敵 向無名之徒孫姪 於第4集陷害屠大寶並把范卓文救回，後進入十九鄉圍村，於第11集離開 於第10集與洛璧琦等人把路平安救回 於第17集發現屠東海與梁成謙勾結及利用DASH資訊科技公司系統來洗黑錢的秘密 於第21集被屠家追殺 於第31集被屠家手下擄走，後被范卓文救回 於第34集為救OK媽而被屠城的手下襲擊至腦部受損導致全身癱瘓，餘生被范卓文照顧 |
| 高海寧         | 程小北 | 小北 1990年出生，2016年逝世 變裝女神／老千 洛璧琦之徒弟 施小東、黃小南之同門師姐妹 江小西之前同門師姐妹，被她利用 蕭志朗之鬥氣冤家，後為女友，最後分手（但其實仍然深愛着對方） 路平安、范卓文之好友 屠若蘭之情敵 向無名之徒孫姪 於第4集進入十九鄉圍村，於第11集離開 於第10集與洛璧琦等人把路平安救回 於第21集被屠家追殺 於第27集被屠城的手下推下樓墮斃 |
| 王子涵         | 辣椒仔 | 老千 向無名之契女 路平安、施小東之好友 於第12集登場 於第16集與向無名離開私房菜館，其後與向無名一直暗中監視路平安 於第24集起傳授賭術給路平安以協助他對付屠家 於第32集被屠城下藥毒害，後康復 |

### 屠家
- 於第35集被路平安瓦解。

| 演員           | 角色   | 暱稱／關係 |
| 劉兆銘         | 屠 城  | 賭魔 為人心狠手辣 屠東海之父，並利用他，最後反目 屠大寶、屠若蘭之祖父，並利用他們，最後反目 向無名及其師門之死敵 方媛之家翁，並針對她 二十年前與胡三成對賭，因向無名協助胡三城而落敗，表面上割刎自殺，後隱居並化名郭天命 多年前派手下殺害OK爸 患有末期肺癌 於第1集在回憶片段中出現，于第15集正式登場 於第22集指使屠東海派人殺害莊坦承、洛璧琦 於第23集起被蕭志朗利用 於第27集派手下把程小北推下樓身亡 於第29集派手下殺害江小西 於第30集派手下伏擊梁成謙及殺害蕭志朗 於第31集派手下襲擊范卓文 於第32集抓拿向心妍來威脅向無名 於第33集向向心妍注射了精神藥物及電流炸藥，並與向無名對賭及向他和辣椒仔下毒藥，在賭桌上第二次輸給向無名後，把向心妍炸死 於第34集派手下把OK媽企圖擄走，並襲擊黃小南及路平安 於第35集與路平安對賭，後因他假扮失明而輸了賭局，並與屠大寶自相殘殺及被他重傷，最後手腳被路平安捆綁，並被其終身折磨，生不如死 |
| 馬米高（青年） | 屠東海 | 大屠生 1961年出生，2016年逝世 皇城集團董事長 為人城府深，老謀深算，心狠手辣 屠城之子，並被他利用，最後反目 方媛之男友，後反目，最後和好 屠大寶之父，與其不和，最後反目 屠若蘭之父 向無名、莊坦承、洛璧琦及他們師門之死敵 與梁成謙勾結，最後反目 於第9集把路平安禁錮及虐待 於第10集向路平安注射毒針導致腳部短暫癱瘓 於第12集起與越南黑幫合利用畫作及DASH資訊科技公司系統來洗黑錢 於第17集與越南黑幫擄走洛璧琦兼禁錮及虐待其 於第20集殺死Simon Wong 於第21集揭破方媛對付自己的計劃，並派人殺死張啟生 於第22集被屠城指使派人殺害莊坦承、洛璧琦等人 於第23集起被蕭志朗利用 於第33集因屠若蘭的精神錯亂覺得是報應來臨，後誤以為屠大寶殺死方媛後毆打他，最後失足墮樓墮斃 於第34集被屠城交代已把屍體埋了，最後於第35集被重案組發現屍體 |
| 李國麟         | 屠東海 | 大屠生 1961年出生，2016年逝世 皇城集團董事長 為人城府深，老謀深算，心狠手辣 屠城之子，並被他利用，最後反目 方媛之男友，後反目，最後和好 屠大寶之父，與其不和，最後反目 屠若蘭之父 向無名、莊坦承、洛璧琦及他們師門之死敵 與梁成謙勾結，最後反目 於第9集把路平安禁錮及虐待 於第10集向路平安注射毒針導致腳部短暫癱瘓 於第12集起與越南黑幫合利用畫作及DASH資訊科技公司系統來洗黑錢 於第17集與越南黑幫擄走洛璧琦兼禁錮及虐待其 於第20集殺死Simon Wong 於第21集揭破方媛對付自己的計劃，並派人殺死張啟生 於第22集被屠城指使派人殺害莊坦承、洛璧琦等人 於第23集起被蕭志朗利用 於第33集因屠若蘭的精神錯亂覺得是報應來臨，後誤以為屠大寶殺死方媛後毆打他，最後失足墮樓墮斃 於第34集被屠城交代已把屍體埋了，最後於第35集被重案組發現屍體 |
| 梁 琤          | 方 媛  | Tina、Tina姐 1971年出生，2016年逝世 皇城集團行政秘書，後辭職 屠東海之女友，後反目，最後和好 屠城之媳婦，並被他針對 屠大寶之庶母，與他不和，並互相陷害，後反目，最後臨死前得到他原諒 屠若蘭之庶母 與梁成謙暗中勾結，後被他出賣 張啟生之上司 於第12集起與越南黑幫合作利用畫作及DASH資訊科技公司系統來洗黑錢 於第20集與莊坦承合作找出屠東海的犯罪證據，後失敗 於第21集被屠東海揭破計劃後離開屠家，於第25集懷孕並回家 於第33集被路平安收買的Ivy下藥毒害，其後被他綁架及放箭射死，一屍兩命 於第34集被屠城交代已把屍體埋了，最後於第35集被重案組發現屍體 名字同方媛 |
| 劉諾熹（童年） | 屠大寶 | 大寶、細屠生 1981年出生，2016年逝世 皇城集團總經理，於第4集起被罷免職務，後於第21集復職 屠城之孫，並被他利用，最後反目 屠東海之子，與其不和，最後反目 方媛之繼子，與其不和，並互相陷害，後反目，最後原諒她 屠若蘭之兄 向無名、莊坦承、洛璧琦及他們師門之死敵 江小西之男友，互相利用 梁成謙之債主，逼他與自己勾結 於第3集被莊坦承等人欺騙三千萬，並把范卓文禁錮及虐打 於第7集起與王豪合作販毒 於第9集因販毒而被警方拘捕，後被判無罪釋放 於第23集起被蕭志朗利用 於第33集被路平安陷害下藥毒害方媛及屠若蘭，其後被他嫁禍用箭射死方媛，並被屠東海毆打及後間接令他失足墮樓身亡 於第34集為試探路平安而脅持OK媽，並強姦施小東 於第35集與屠城自相殘殺及刺傷他，後被阿星出賣，最後被推進貨櫃裏並被大聖哥的手下亂刀斬死 |
| 吳家樂         | 屠大寶 | 大寶、細屠生 1981年出生，2016年逝世 皇城集團總經理，於第4集起被罷免職務，後於第21集復職 屠城之孫，並被他利用，最後反目 屠東海之子，與其不和，最後反目 方媛之繼子，與其不和，並互相陷害，後反目，最後原諒她 屠若蘭之兄 向無名、莊坦承、洛璧琦及他們師門之死敵 江小西之男友，互相利用 梁成謙之債主，逼他與自己勾結 於第3集被莊坦承等人欺騙三千萬，並把范卓文禁錮及虐打 於第7集起與王豪合作販毒 於第9集因販毒而被警方拘捕，後被判無罪釋放 於第23集起被蕭志朗利用 於第33集被路平安陷害下藥毒害方媛及屠若蘭，其後被他嫁禍用箭射死方媛，並被屠東海毆打及後間接令他失足墮樓身亡 於第34集為試探路平安而脅持OK媽，並強姦施小東 於第35集與屠城自相殘殺及刺傷他，後被阿星出賣，最後被推進貨櫃裏並被大聖哥的手下亂刀斬死 |
| 鍾采羲         | 江小西 | 小西 1987年出生，2016年逝世 屠大寶之女友，互相利用 洛璧琦之前徒弟，已被逐出師門 施小東、黃小南之前同門師姐妹，與她們不和，在臨死前與施小東和好 程小北之前同門師姐妹，並利用她 於第27集間接令程小北被屠城的手下殺害 於第29集得知屠城還活著後被屠城派手下殺死，臨死前向施小東說出程小北被害的真相 |
| 麥明詩         | 屠若蘭 | 若蘭、Dorothy 1994年出生，2016年逝世 DASH資訊科技公司高級顧問，後辭職 屠城之孫女，並被他利用，最後反目 屠東海之女 屠大寶之妹 方媛之繼女 暗戀蕭志朗，後為女友，最後為其妻，並被他利用 程小北之情敵 於第8集登場 於第19集被Simon Wong企圖強姦，後被蕭志朗救回 於第22集得知屠東海等人為利益所做的一切 於第27集與蕭志朗結婚，並間接令程小北被屠城的手下殺害 於第30集懷孕 於第31集得知蕭志朗被屠城派人殺害，並開始精神錯亂 於第33集被路平安收買的Ivy下藥毒害而流產 於第35集自縊身亡，之後被重案組發現屍體 |
| 陳振華         | 阿 星  | 屠大寶之手下兼保鏢，被其態度惡劣及虐待，最後出賣並反目 於第35集跟随大聖哥的手下亂刀斬死屠大寶 於同集成為墳場老闆 |
| 鬼 塚          | 安 叔  | 屠家之管家 |

### 向家
| 演員   | 角色   | 暱稱／關係 |
| 謝 賢  | 向無名 | 賭俠 向心妍之父，與她關係不和，後和好 參見賭徒 |
| 沈卓盈 | 向心妍 | 向醫生 心理醫生／畫廊咖啡室老闆娘 向無名之女，與他關係不和，後和好 暗戀路平安，後放棄 陳小龍之暗戀對象，後互有好感 施小東之好友兼情敵 於第32集被屠城抓拿威脅向無名 於第33集被屠城注射了精神藥物及電流炸藥，最後被他炸死 |

### 十九鄉圍村
| 演員            | 角色   | 暱稱／關係 |
| 顏國樑          |        | 村長 於第6集登場 |
| 謝芷倫 （青年） | OK媽   | 村民 路平安之母，最後反目 OK爸之妻 於第4集登場 於第34集被屠城的手下企圖擄走，後被路平安救回，其後被屠大寶脅持，並目睹施小東被屠大寶強姦 於第35集得知路平安假扮失明間接令施小東被屠大寶強姦，最後離開他 |
| 謝雪心          | OK媽   | 村民 路平安之母，最後反目 OK爸之妻 於第4集登場 於第34集被屠城的手下企圖擄走，後被路平安救回，其後被屠大寶脅持，並目睹施小東被屠大寶強姦 於第35集得知路平安假扮失明間接令施小東被屠大寶強姦，最後離開他 |
| 翟威廉          | OK爸   | 村民 OK媽之夫 路平安之父 向無名之好友 多年前因拒絕透露向無名的行踨而被屠城的手下殺害 |
| 馬國明          | 路平安 | OK仔 村民 OK媽之子，最後反目 OK爸之子 參見賭徒 |
| 李麗麗          | 陳 媽  | 村民 陳小龍之母 於第5集登場 |
| 楊 明           | 陳小龍 | 陳Sir、小龍 村民 陳媽之子 參見重案組 |
| 小 寶           | 子 君  | 村民 四小花之一 患有妄想症 於第4集登場 |
| 馮素波          | 黃 媽  | 黃姨 村民 黃汝樂之母 因兒子欠債而被逼賣掉房子，於第5集賣掉 |
| 盧海鷹          | 黃汝樂 | 村民 黃媽之子 因欠債而被逼與母親賣掉房子，於第5集賣掉 |
| 邵卓堯          |        | 林記士多店老闆／村民 企圖用航拍儀器偷窺施小東、程小北、黃小南洗澡，並嫁禍給路平安等人，後被揭破 |
| 李漫芬          |        | 林記士多店老闆娘／村民 |
| 劉桂芳          |        | 村民 |
| 霍健邦          |        | 村民 村長助手 |
| 黃梓瑋          | 小 敏  | 村民 四小花之一 |
| 鄭玉儀          | 瑤 瑤  | 村民 四小花之一 |
| 歐陽燕萍        | 晴 晴  | 村民 四小花之一 |

### 重案組
| 演員   | 角色   | 暱稱／關係 |
| 張本立 | 黃啟發 | 黃Sir 警司 陳小龍之上司 |
| 盧慶輝 | 梁成謙 | 梁Sir 高級督察，實為黑警，最後被革職 因欠債而被屠大寶所逼與他勾結 與屠東海勾結，最後反目 與方媛暗中勾結，最後出賣她 與陳小龍不和，後假扮和好，最後反目 於第12集起與屠東海、方媛利用DASH資訊科技公司系統來洗黑錢 於第29集發現葉芷清潛入自己家中後把她殺害，並把她的屍體藏於暗格裡，後與蕭志朗合作來對付屠東海 於第30集被警方通緝，並被屠城的手下伏擊，後逃走 於第31集被范卓文綁架，最後被陳小龍錯手推向鋼管插死 |
| 楊 明  | 陳小龍 | 陳Sir、小龍 督察 路平安之好友兼情敵 暗戀向心妍 葉芷清之上司兼暗戀對象 與梁成謙不和，後被他假扮和好，最後反目 與葉芷清調查屠家及梁成謙的犯罪證據 王豪之死敵 黃啟發之下屬 於第29集間接令葉芷清被梁成謙殺害 於第30集發現葉芷清的屍體，並愧疚不已 於第31集錯手把梁成謙推向鋼管插死 於第35集發現屠若蘭、屠東海、方媛的屍體 參見十九鄉圍村                                                                           |
| 湯加文 | 葉芷清 | 芷清 警員 陳小龍之下屬，並暗戀他 向心妍之情敵 與陳小龍調查屠家及梁成謙的犯罪證據 於第6集登場 於第29集潛入梁成謙家中企圖搜集他的犯罪證據時遭他殺害，屍體及後被他藏於暗格裡 於第30集被陳小龍發現屍體 |
| 朱滙林 |        | 警員 梁成謙之下屬 |
| 繆家慶 |        | 警員 梁成謙之下屬 |
| 吳展驊 |        | 警員 梁成謙之下屬 |
| 蕭家浩 |        | 警員 梁成謙之下屬 |
| 胡天佑 |        | 警員 梁成謙之下屬 |

### 其他演員
| 演員   | 角色               | 暱稱／關係 |
| 郭 鋒  | 鍾 叔              | 富商／馬王 為人迷信 曾被莊坦承等人企圖欺騙自己的金錢 委任施小東為其投資顧問 於第4集贏了馬王杯 （客串第1-4集）                                                                         |
| 彭懷安 | 王 豪              | 刀疤王 毒贩 陈小龙之死敌 於第7集起与屠大宝合作财毒 於第8集被警方击毙 |
| 秦 煌  | 林老闆             | 私人美术馆老板 於第14集被方媛指使委托洛璧琦、施小东寻找三幅丟失的画作 |
| 張啟樂 | 張啟生             | Alex、IT張 DASH資訊科技公司系統程式專家 「賭術大賽」科技主管 方媛之下屬 於第17集拒絕與屠東海、梁成謙洗黑錢，後被人擄走而失蹤，最後被方媛救回 於第21集被警方通緝，最後被屠東海派人殺害 |
| 天龍   | IT黃               | Simon DASH資訊科技公司系統程式專家 「賭術大賽」科技主管 與屠東海、梁成謙、方媛利用DASH資訊科技公司系統來洗黑錢 於第19集企圖強姦屠若蘭 於第20集被屠東海殺死來滅口                      |
| 黎彼得 | 神算子             | 風水師，實為神棍 於第3集因欺騙屠大寶三千萬而被他捉拿，最後被警方拘捕 |
| 余子明 | 口水泉             | 老鬼泉 舊貨店老闆／荷官（第1、35集） |
| 羅浩銘 | 坤 仔              | 王豪之手下 於第8集被警方擊斃 |
| 楊天經 | 陳公子             | 富二代（第15集） |
| 陳昕翎 |                    | Piano 向心妍之秘書 |
| 曾啟綸 |                    | 屠城之手下 被屠城指使殺害程小北、江小西、蕭志朗，並襲擊路平安、范卓文、黃小南、梁成謙 最后可能因背叛而被屠城杀害                                                                      |
| 陳焯銘 |                    | 士多男客人（第1集） |
| 蘇恩磁 |                    | 士多老闆娘（第1集） |
| 許碧姬 | 聾 婆              | 士多客人（第1集） |
| 余慕蓮 | 三 姑              | 士多客人（第1集） |
| 孫儀凌 |                    | 健身室客人（第1、13集） |
| 熊楚欣 |                    | 健身室職員（第1、13、18集） |
| 伍國明 | Robert哥           | 運貨客人（第1集） |
| 黃志榮 | Peter哥            | 運貨客人（第1集） |
| 陳華鑫 |                    | 貨Van乘客（第1集） |
| 紀保羅 | 泰 叔              | 二十年前胡三城、向無名與屠城賭局的主持人（第1集） |
| 蔣榮法 |                    | 屠城之保鏢（二十年前、第1集） |
| 黃 欣  |                    | 神算子之秘書（第1-2集） |
| 姜克誠 |                    | 屠大寶之手下（第2集） |
| 江嘉俊 |                    | 廚師（第2集） |
| 李 健  |                    | 慈善開球禮主持（第2集） |
| 章志文 |                    | 練馬師（第2集） |
| 古天祥 |                    | 練馬師（第2集） |
| 徐向榮 |                    | 練馬師（第2集） |
| 鄧英敏 |                    | 慈善拍賣會拍賣官（第2集） |
| 鄭毅邦 |                    | 富商（第2集） |
| 莫偉文 |                    | 富商（第2集） |
| 夏玉麟 |                    | 富商（第2集） |
| 林思維 |                    | 富商（第2集） |
| 龍俊銘 |                    | 富商（第2集） |
| 彭凱筠 |                    | 名媛（第2集） |
| 彭凱筠 | 女富商（第35集）   | |
| 楊家寶 |                    | 新聞記者（第3集） |
| 張啟龍 |                    | 餐廳經理（第3集） |
| 張啟龍 | 賭錢路人（第35集） | |
| 李紫僖 | Mary               | 屠氏秘書 |
| 麥少華 |                    | 屠大寶之手下（第4集） |
| 李悅瀚 |                    | 屠大寶之手下（第4集） |
| 范仲   |                    | 屠大寶之手下（第4集） |
| 張漢斌 |                    | 地產經紀（第4集） |
| 易智遠 |                    | 黑幫大佬 黃汝樂之債主（第4集） |
| 陳偉琪 |                    | 外國老闆助手（第4集） |
| 盧頌之 | Ivy                | 吸毒者，後被路平安收買成為屠若蘭的私家看護 曾為向心妍之病人 於第33集被路平安收買下藥毒害方媛及屠若蘭，並控制屠若蘭令屠家自相殘殺（第5、8、33-34集）                                   |
| 黃錠江 |                    | 線人（第5集） |
| 吳沚默 | 霞                 | 莊坦承之前妻，並利用及陷害他（二十年前） 洛璧琦之情敵，並陷害她（二十年前） 在莊坦承的回憶中出現（第7集）                                                                             |
| 李嘉晉 |                    | 路人（第7集） |
| 張雪瑩 |                    | 新聞主播（第7集） |
| 張詩欣 |                    | 護士（第7、18集） |
| 區軒瑋 |                    | 大學教授（第8集） |
| 司徒暉 |                    | 黑幫 Ivy之債主（第8集） |
| 熊小   |                    | 地產商 原為收購舊地計劃的發展商，後把計劃賣給屠東海（第8集） |
| 馮康寧 |                    | 律師（第9-10集） |
| 計祥龍 |                    | 廢車場老闆 受路平安、范卓文指使引屠大寶說出為販毒主腦（第9集） |
| 馮子森 |                    | 屠大寶之手下（第9、34-35集） |
| 郭韻浩 |                    | 屠大寶之手下（第9、34-35集） |
| 黎日楠 |                    | 醫生（第10集） |
| 姚浩政 |                    | 酒吧客人 企圖輕薄程小北 以賭局挑戰范卓文、蕭志朗等人，但最後輸了賭局（第11-12集） |
| 韓 磊  |                    | 越南黑幫 大聖哥之手下 於第12集起與屠東海合作洗黑錢 於第17集與屠東海把洛璧琦擄走兼禁錮及虐待                                                                                           |
| 陳靜然 |                    | 健身室客人（第13集） |
| 羅鈞滿 |                    | 老千 「賭術大賽」參賽者（第14集） |
| 招浩明 |                    | 醫生（第14、27集） |
| 李趣慧 |                    | 畫廊職員（第14集） |
| 鍾浩賢 | Keith              | DASH資訊科技公司員工（第15-17集） |
| 何恩   | Ada                | DASH資訊科技公司員工（第15-17集） |
| 董穎恩 | Margaret           | DASH資訊科技公司員工（第15-17集） |
| 洪資訊 |                    | 會所經理（第15集） |
| 黃穎君 |                    | 索女 陳公子之追求對象（第15集） |
| 黃成想 |                    | 畫家 被屠東海及越南黑幫威脅利用畫作來洗黑錢 於第17集與洛璧琦、施小東企圖逃走但被越南黑幫追殺，最後被越南黑幫擄走                                                                      |
| 謝可逸 |                    | 越南黑幫手下（第17-18、21、34-35集） |
| 鄧重謙 |                    | 屠東海之手下（第17-18、22集） |
| 伍子龍 |                    | 露宿者（第18集） |
| 吳 霆  |                    | 診所醫生（第18集） |
| 朱斐斐 |                    | 診所護士（第18集） |
| 梁博恩 |                    | 殺手 被屠家派來殺害洛璧琦不遂（第19集） |
| 李旻芳 |                    | 婚紗店職員（第21集） |
| 鄭詠謙 |                    | 殺手，假扮神父 被屠家派來殺害莊坦承不遂，後殺死洛璧琦，最後被莊坦承殺死（第22集） |
| 陳靖雲 |                    | 店員（第24集） |
| 謝彥祺 | Gabriel            | 夜總會場所舞者 屠大寶之手下（第24-26集） |
| 徐家誠 |                    | 夜總會場所舞者 屠大寶之手下（第24-26集） |
| 朱永鋒 |                    | 夜總會場所舞者 屠大寶之手下（第24-26集） |
| 何 鵬  |                    | 夜總會場所舞者 屠大寶之手下（第24-26集） |
| 梁德忠 |                    | 夜總會場所舞者 屠大寶之手下（第24-26集） |
| 鄧鎧汶 |                    | 向家之菲傭（第25集） 於第32集被屠城收買向向無名及辣椒仔下藥毒害 |
| 李 鵬  |                    | 屠大寶之手下（第26集） |
| 邱美媚 |                    | 女學員（第26集） |
| 郭千瑜 |                    | 女學員（第26集） |
| 陸奡天 | 黃老闆             | （第27集） |
| 利穎怡 |                    | 新聞主播（第27、30、35集） |
| 區偉權 |                    | 地盤工人（第30集） |
| 袁鎮業 |                    | 金融經紀（第31集） |
| 蕭健楓 |                    | Michael 荷官 在路平安與屠城的賭局中被屠城收買（第33-35集） |
| 黃煒溏 | 大聖哥             | 越南幫頭領（第28、34-35集） 與屠城不和 於第35集與阿星背叛屠大寶，並派手下將其斬死 造型影射郭永鴻                                                                                      |
| 陳學文 |                    | 聽口水泉講故的男童（第35集） |
| 金子珺 |                    | 向無名之女伴（戲份被刪除） |
| 姚紫茵 |                    | 向無名之女伴（戲份被刪除） |
| 李凱詩 |                    | （戲份被刪除） |

## 播映安排
本剧原定被安排於2017年5月8日首播，最後安排於2017年6月19日首播。

## 收視
本劇於香港無綫電視翡翠台之收視紀錄：
| 週次 | 集數   | 日期                   | 平均 | 最高 | 備註                                                      |
| 1    | 1－5   | 2017年6月19日－6月23日 | 22點 | 26點 | 星期一至五平均收視21.8點 首集平均收視25點，最高收視26.2點 |
| 2    | 6－10  | 2017年6月26日－6月30日 | 23點 | 26點 | 星期一至五平均收視22.6點                                  |
| 3    | 11－15 | 2017年7月3日－7月7日   | 20點 | 23點 | 星期一至五平均收視20.4點                                  |
| 4    | 16－20 | 2017年7月10日－7月14日 | 20點 | 23點 | 星期一至五平均收視20.3點                                  |
| 5    | 21－25 | 2017年7月17日－7月21日 | 22點 | 26點 | 星期一至五平均收視21.9點                                  |
| 6    | 26－30 | 2017年7月24日－7月28日 | 24點 | 點   | 星期一至五平均收視23.9點                                  |
| 7    | 31－35 | 2017年7月31日－8月4日  | 25點 | 29點 | 星期一至五平均收視24.7點                                  |
| 全劇 | 全劇   | 全劇                   | 22點 | 點   |                                                           |

## 歌曲
本劇於在YouTube、網絡以及電視上所找到此劇歌曲。
| 主唱   | 歌曲                            | 作曲   | 填詞  | 編曲   | 歌曲監製       | 用作   | 歌曲提供             |
| 主唱   | 歌曲                            | 作曲   | 填詞  | 編曲   | 歌曲監製       | 主題曲 | 歌曲提供             |
| 鄭俊弘 | 十倍奉還 （页面存档备份，存于） | 張家誠 | 楊 熙 | 張家誠 | 何哲圖、韋景雲 |        | 星梦娱乐集团有限公司 |

## 記事
- 2016年4月1日至6月17日：此劇於深圳進行拍攝。
- 2016年6月6日：此劇演員謝賢於深圳拍攝時發生交通意外受傷，及麥明詩哮喘發作，兩人需即時回港就醫，少許影響拍攝進度。[24][25][26]
- 2016年6月24日：此劇於香港全劇殺青。
- 2016年6月25、26日：此劇於澳門進行拍攝。
- 2016年6月27日：此劇於電視廣播城二樓中菜廳舉行「賭城群英晒你冷」記者會暨煞科拜神儀式。
- 2016年7月29至31日：此劇於香港補拍謝賢因受傷延遲的戲份。
- 2017年6月18日：此劇在15:00於將軍澳唐德街3號香港九龍東皇冠假日酒店一樓宴會廳1舉行「皇者登場」宣傳活動，女主角佘詩曼因身在外地拍攝電影《洩密者》兼出席電影節及男主角馬國明因身在橫店拍攝台慶劇《宮心計2深宮計》而雙雙缺席宣傳。[27][28]
- 2017年6月30日：由在20:00-21:25直播《慶祝香港回歸祖國二十周年文藝晚會》，當晚順延至21:55-22:55播映。
- 2017年7月17日：此劇在15:00於尖沙咀麼地道64號九龍香格里拉大酒店B1粉嶺廳舉行「賭城群英  晒你冷」宣傳活動。[29][30][31]

## 獎項
| 年度 | 頒獎典禮                         | 獎項                 | 入圍者             | 結果 |
| ---- | -------------------------------- | -------------------- | ------------------ | ---- |
| 2017 | 星和無綫電視大獎2017             | 我最愛TVB電視劇集    | 我最愛TVB電視劇集  | 提名 |
| 2017 | 星和無綫電視大獎2017             | 我最愛TVB女主角      | 佘詩曼             | 提名 |
| 2017 | 星和無綫電視大獎2017             | 我最愛TVB電視女角色  | 佘詩曼             | 提名 |
| 2017 | 星和無綫電視大獎2017             | 我最愛TVB熒幕情侶    | 馬國明、佘詩曼     | 提名 |
| 2017 | TVB 馬來西亞星光薈萃頒獎典禮2017 | 最喜愛TVB電視劇集    | 最喜愛TVB電視劇集  | 提名 |
| 2017 | TVB 馬來西亞星光薈萃頒獎典禮2017 | 最喜愛TVB女主角      | 佘詩曼             | 提名 |
| 2017 | TVB 馬來西亞星光薈萃頒獎典禮2017 | 最喜愛TVB電視角色    | 佘詩曼             | 提名 |
| 2017 | 萬千星輝頒獎典禮2017             | 全球網民最喜愛劇集   | 全球網民最喜愛劇集 | 提名 |
| 2017 | 萬千星輝頒獎典禮2017             | 最佳劇集             | 最佳劇集           | 提名 |
| 2017 | 萬千星輝頒獎典禮2017             | 最受歡迎電視男角色   | 陳百祥             | 提名 |
| 2017 | 萬千星輝頒獎典禮2017             | 飛躍進步男藝員       | 楊明               | 獲獎 |
| 2017 | 萬千星輝頒獎典禮2017             | 飛躍進步女藝員       | 高海寧             | 提名 |
| 2017 | 萬千星輝頒獎典禮2017             | 最受歡迎劇集歌曲     | 十倍奉還 - 鄭俊弘  | 提名 |
| 2017 | 香港電視大獎2017                 | 最佳弃劇             | 最佳弃劇           | 獲獎 |
| 2018 | 微博之星2017                     | 微博給力電視劇女主角 | 佘詩曼             | 提名 |

## 外部連結
- 賭城群英會藝人專訪 - 節目介紹 - encoreTVB 官方網站 （页面存档备份，存于）

## 電視節目的變遷

### 香港播放
| 香港 無綫電視翡翠台 星期一至五 21:30 - 22:30 · 6月30日 21:55 - 22:55 | 香港 無綫電視翡翠台 星期一至五 21:30 - 22:30 · 6月30日 21:55 - 22:55                  | 香港 無綫電視翡翠台 星期一至五 21:30 - 22:30 · 6月30日 21:55 - 22:55 |
| -------------------------------------------------------------------- | ------------------------------------------------------------------------------------- | -------------------------------------------------------------------- |
|                                                                      | 賭城群英會 （2017-06-19 - 2017-08-04）                                                |                                                                      |
| 蘭花刼 (每日 21:30 - 22:30) （2017-05-29 - 2017-06-18）              | 同盟 （2017-08-07 - 2017-09-13） 踩過界（第25集及第26集） （2017-09-14 - 2017-09-15） |                                                                      |

### 香港以外地區播放
| 马来西亚 Astro AOD、Astro AOD HD 星期一至五 21:30 - 22:15 | 马来西亚 Astro AOD、Astro AOD HD 星期一至五 21:30 - 22:15                             | 马来西亚 Astro AOD、Astro AOD HD 星期一至五 21:30 - 22:15 |
| --------------------------------------------------------- | ------------------------------------------------------------------------------------- | --------------------------------------------------------- |
|                                                           | 賭城群英會 （2017-06-19 - 2017-08-04）                                                |                                                           |
| 性在有情 （2017-05-29 - 2017-06-18）                      | 同盟 （2017-08-07 - 2017-09-13） 踩過界（第25集及第26集） （2017-09-14 - 2017-09-15） |                                                           |

| 新加坡 HUB戏剧首选 星期一至五 21:30 - 22:15                             | 新加坡 HUB戏剧首选 星期一至五 21:30 - 22:15                                           | 新加坡 HUB戏剧首选 星期一至五 21:30 - 22:15 |
| ----------------------------------------------------------------------- | ------------------------------------------------------------------------------------- | ------------------------------------------- |
|                                                                         | 賭城群英會 （2017-06-19 - 2017-08-04）                                                |                                             |
| 蘭花刼 （2017-05-29 - 2017-06-18） 性在有情 （2017-05-29 - 2017-06-18） | 同盟 （2017-08-07 - 2017-09-13） 踩過界（第25集及第26集） （2017-09-14 - 2017-09-15） |                                             |

| 澳洲 翡翠台 星期一至日 20:30 - 21:30   | 澳洲 翡翠台 星期一至日 20:30 - 21:30                                                                  | 澳洲 翡翠台 星期一至日 20:30 - 21:30                                                  |
| -------------------------------------- | --- | ------------------------------------------------------------------------------------- |
|                                        | 賭城群英會 （2017-06-20 - 2017-06-30）                                                                |                                                                                       |
| 性在有情 （2017-05-31 - 2017-06-19）   | 賭城群英會（星期一至五） （2017-07-03 - 2017-08-04） 踩過界（星期六、日） （2017-07-01 - 2017-10-01） |                                                                                       |
| 澳洲 翡翠台 星期一至五 20:30 - 21:30   | |                                                                                       |
| 賭城群英會 （2017-06-20 - 2017-06-30） | 賭城群英會 （2017-07-03 - 2017-08-04）                                                                | 同盟 （2017-08-07 - 2017-09-13） 踩過界（第25集及第26集） （2017-09-14 - 2017-09-15） |

| HUB娛家戲劇台 每晚 21:00－22:00      | HUB娛家戲劇台 每晚 21:00－22:00        | HUB娛家戲劇台 每晚 21:00－22:00 |
| ------------------------------------ | -------------------------------------- | ------------------------------- |
|                                      | 賭城群英會 （2017-09-27 - 2017-10-31） |                                 |
| 性在有情 （2017-09-07 - 2017-09-26） | 踩過界 （2017-11-01 - 2017-11-28）     |                                 |